# Paramythia
Paramythia este un oraș în Grecia în prefectura Thesprotia.